# Storflyn (Ströms socken, Jämtland)
Storflyn är en sjö i Strömsunds kommun i Jämtland och ingår i Indalsälvens huvudavrinningsområde. Storflyn ligger i Gråberget-Hotagsfjällen Natura 2000-område.